# 티파자
티파자(아랍어: تيبازة, 프랑스어: Tipaza) 또는 티파사(Tipasa)는 알제리 연안에 있는 도시로, 티파자 주의 주도이며 1857년에 건설된 근대적인 시가지와 해안이 보인다. 고대 로마 시대의 유적이 남아 있으며 1982년 유네스코가 지정한 세계유산으로 선정되었다.
페니키아인들이 처음 건설했고 로마 제국의 클라우디우스 황제가 군대를 주둔하면서부터 시로 승격된다. 3세기 초 기독교가 전래되면서 크게 발전했지만 484년 반달족의 후네리크 왕(재위기간 477년~484년)이 아리우스파 주교를 파견하면서부터 많은 주민들이 스페인으로 도주하게 된다. 그로 인해 티파자는 버려진 도시가 된다.

## 같이 보기
- 티파자주
- 알제리